# Gerbil
Gerbilul e un mic mamifer rozător, din familia Muridae, subfamilia Gerbilinae. Cele mai răspândit este genul Meriones, cu speciile: Meriones unguiculatus (Gerbilul mongolian) și Meriones libycus (Gerbilul egiptean).
Denumirea de Meriones unguiculatus provine din limba latină și este tradus prin „luptător cu gheare mici”. Acesta este un rozător mic ce își are originea în zonele deșertice și câmpurile aride din Mongolia, Nord-Estul Chinei, Sudul Siberiei și zonele uscate din peninsula Manciuria și Africa de Nord.
Gerbilul mongol este răspândit în laboratoarele de cercetare, aceasta fiind singura specie dintre rozătoarele de laborator predispusă la epilepsie. Pe gerbil s-au făcut numeroase cercetări de neurofiziologie.

## Istoric
Deși a fost menționat încă din antichitate în Iliada lui Homer, în cărțile de specialitate, prima semnalare a fost făcută abia în anul 1867.
Gerbilul este blând, jucăuș, ușor de întreținut și nu emană miros urât, ceea ce a făcut să se răspândească rapid în special în Europa ca excelent animal de companie. Datorită acestor calități s-au organizat expoziții de gerbili, prima fiind organizată în Londra în anul 1971 de către National Mongolian Gerbil Society.

## Caracteristici
Greutatea corporală variază foarte mult, de la 52 g la 135 g. Media greutății corporale la ambele sexe este mai mare la specia Meriones libycus față de Meriones unguiculatus. Lungimea medie a corpului este de 12 cm (9–15 cm), iar coada depășește adesea 12 cm.
Culoarea este cenușiu roșcat, iar la exemplarele recesive rar apare culoarea neagră. La forma sălbatică, abdomenul are blana de culoare deschisă, adesea alb-murdar, datorită adaptării la condițiile de mediu.
Ochii, în general negri, sunt mari, proeminenți, așezați în partea de sus a capului, ceea ce permite animalului să aibă un câmp vizual larg. Urechile sunt mici, rotunde la vârf, acoperite cu păr moale și purtate drept în sus.
Coada lungă ajută la menținerea echilibrului în poziția „pe vine”, este complet acoperită cu păr și are la vârf un smoc din fire groase de păr, adesea de culoare neagră. Membrele sunt complet acoperite cu păr. Cele anterioare sunt scurte și utilizate ca adevărate mâini când animalul se hrănește, iar cele posterioare sunt lungi, puternice, adaptate pentru sărit și permite animalului să ia poziția „de veveriță”.

## Comportament
În mediul natural, gerbilii trăiesc în grupuri familiale mici, de 20 indivizi. Grupul de gerbili se formează în jurul unui mascul bătrân și puternic. Un grup de gerbili controlează un teritoriu de 300–1500 m² și este, de regulă, format dintr-un mascul adult, 2-3 femele adulte și descendenții acestora.
Gerbilii comunică între ei prin intermediul vibrațiilor aerului, al mirosului și al văzului. Când se află în pericol, gerbilii își avertizează confrații bătând rapid din membrele posterioare producând astfel vibrarea aerului. În cazul unui pericol iminent, sar la înălțimi mari (peste un metru) sau sapă repede galerii, unde se adăpostesc. Organele de simț (văzul și auzul) ajută gerbilii să-și depisteze dușmanii (bufnițe, șerpi, vulpi) de la distanță.

## Reproducere
Gerbilul este un animal poliestric. În mediul natural, perioada de reproducere este legată de anotimpul cald dar, în captivitate, se poate reproduce tot timpul anului.
Reproducerea în mediul natural se realizează prin împerecherea masculului cu o singură femelă. Masculul urmărește femela în călduri și îi atrage atenția prin bătăi de picioare. După împerechere, masculul rămâne în preajma femelei și bate din picioare 1-2 ore, pentru a îndepărta pe alți candidați la împerechere cu femela preferată de el.
După fătare, ambii părinți îngrijesc puii. Femelele pot făta de 5-7 ori pe an, câte 1-12 pui. Puii rămân în familie până la maturitatea sexuală, ultimele serii de pui iernează întotdeauna cu părinții.
Gerbilul este o specie monogamă. În general, femelele se împerechează cu un singur mascul. Femela care și-a pierdut partenerul nu acceptă să se împerecheze cu un alt mascul. Ținând cont de acest aspect, cazarea reproducătorilor se va face în perechi, un mascul și o femelă. O femelă se poate reproduce de 6-8 ori pe an cu limite cuprinse între 3-10 ori.

## Cazare
Gerbilii provin dintr-un mediu cu climat uscat și fierbinte, iar, pentru o dezvoltare normală, încăperile în care vor fi cazați trebuie să le ofere condiții apropiate de cele din habitatul natural.
Gerbilii se cazează în cutii de sticlă (tip acvariu) sau în cuști de plasă de sârmă deasă, mai rar de material plastic sau lemn deoarece rod aceste materiale. Deși gerbilii nu emană mirosuri urâte, interiorul încăperilor și a cuștilor va fi bine ventilat. Cea mai bună ventilație se realizează cu ajutorul instalațiilor de climatizare fixate pe capacul cuștilor. Drept așternut se vor utiliza paiele, fânul moale, talașul, rumegușul presat sau hârtia de calitate.
Gerbilii sunt rozătoare deosebit de active, jucăușe și în permanentă mișcare, aspect care impune ca în interiorul cuștilor să se amplaseze diferite obiecte ca roți, tuburi sau cutii sub forma unui labirint. Roțile vor fi pline, din scândură de esență tare, fără spițe în care gerbilii își pot prinde și rupe coada sau membrele. Tuburile și cutiile vor fi din materiale dure (ceramică) ca să nu poată fi roase, iar dimensiunile acestora (3–4 cm în diametru) vor permite ca gerbilii să se ascundă (simulând astfel galeriile pe care gerbilii le sapă în pămînt). Vasele pentru alimente sau apă vor fi din materiale dure, grele, pentru a nu putea fi răsturnate.